# Cara al sol
Cara al sol era l'inno del partito falangista spagnolo Falange Española de las JONS.
Il testo venne scritto tra il novembre e il dicembre del 1935 dal poeta Dionisio Ridruejo, dal leader del movimento José Antonio Primo de Rivera, assieme ad altre personalità del partito come Rafael Sánchez Mazas e José María Alfaro in una famosa riunione al ristorante madrileno La Cueva del Or-Kon-pon. La musica fu composta da Juan Tellería.
Il canto nacque come alternativa ai canti socialisti e realisti che all'epoca venivano utilizzati anche dai falangisti.
Sembra che de Rivera fosse contento del risultato, in quanto la canzone non incitava all'odio per il nemico.
Verso la fine della guerra civile spagnola fu uno degli inni ufficiali dalle truppe nazionaliste insieme alla Marcha Real e alla Marcha de Oriamendi. Ancor oggi è cantata dai Movimenti carlisti e falangisti spagnoli.
Nel 2000 lo stato spagnolo ha acquistato la partitura autografa originale di Cara al sol, all'asta per 2,1 milioni di pesetas.
L'inno del partito di destra italiano Forza Nuova, Fronte al sol, è basato su Cara al Sol.

## Testo
Spagnolo
Cara al sol, con la camisa nueva

que tú bordaste en rojo ayer;

me hallará la muerte si me lleva

y no te vuelvo a ver.

Formaré junto a mis compañeros

que hacen guardia sobre los luceros,

impasible el ademán, y están

presentes en nuestro afán.

Si te dicen que caí, me fui

al puesto que tengo allí.

Volverán banderas victoriosas

al paso alegre de la paz,

y traerán prendidas cinco rosas

las flechas de mi haz.

Volverá a reir la Primavera

que por cielo, tierra y mar se espera.

¡Arriba escuadras, a vencer,

que en España empieza a amanecer!

Italiano
Rivolto al sole, con la camicia nuova

che ieri hai ricamato di rosso;

mi troverà la morte se mi porterà via,

e non ti rivedrò.

Formerò coi miei compagni,

che fanno la guardia sopra le stelle,

e sono presenti nel nostro sforzo,

un atteggiamento impassibile.

Se ti dicono che sono caduto,

me ne sono andato al posto che c'è lì per me.

Torneranno insegne vittoriose,

al passo allegro della pace;

e porteranno cinque rose rifulgenti,

le frecce del mio fascio.

Tornerà a ridere la Primavera,

che da cielo, terra e mare è attesa.

Forza squadre, alla vittoria,

che in Spagna il sole inizia a sorgere!